# Wieniec koła
Wieniec – zewnętrzna część koła, będąca jego powierzchnią roboczą. Występuje w m.in.: kołach ciernych, zębatych i łańcuchowych.

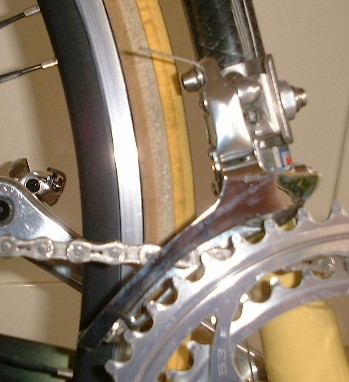
Wieniec koła łańcuchowego